# Grumman F9F Cougar
Il Grumman F9F Cougar fu il primo aereo da caccia imbarcato con ala a freccia costruito dalla Grumman Aircraft negli anni cinquanta.
Sviluppato dal precedente F9F Panther, se ne discostava per la nuova ala con una freccia di 35°. Entrato in servizio nella United States Navy troppo tardi per partecipare alla guerra di Corea, pur possedendo buone caratteristiche di volo, non ebbe una vita operativa molto lunga e fu presto sostituito dai nuovi modelli di caccia imbarcati supersonici.

## Storia del progetto

### Origini
Nell'immediato dopoguerra, anche l'U.S. Navy era fortemente interessata ad una sperimentazione nel campo dell'aerodinamica delle alte velocità e si impegnò con la NACA in una serie di programmi di ricerca. La United States Navy era particolarmente interessata al comportamento delle ali a freccia alle basse velocità tipiche delle fasi di appontaggio. In tale senso, sollecitò le industrie aeronautiche fornitrici a proporre la realizzazione di appositi banchi prova volanti per effettuare tutta una serie di valutazioni sperimentali sulla stabilità delle ali a freccia in condizioni di stallo aerodinamico.
Tra le offerte pervenute, il Bureau of Aeronautics (BuAer), dipartimento della Marina degli Stati uniti su cui ricadeva la responsabilità della gestione del materiale aeronautico, scelse quella della Bell Aircraft Corporation che aveva proposto una variante a freccia del Bell P-63 Kingcobra identificandolo con la sigla L-39.

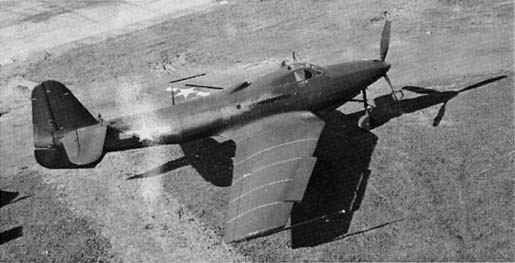
Bell L-39

I risultati dei test eseguiti con l'L-39 ed i dati raccolti sia in volo che presso il Langley Research Center del National Advisory Committee for Aeronautics (NACA), furono incoraggianti tanto che il BuAer volle includere nel contratto di fornitura dell'F9F Panther, una clausola che obbligava la Grumman all'avvio di studi preliminari per una versione a freccia dello stesso.
Anche la Grumman in quel periodo stava conducendo attività sperimentale su progetti di aeromobili con ali a freccia e già nel 1945 aveva risposto ad una Richiesta di Offerta (Request for Proposal) della U.S. Navy proponendo il Design 77, un velivolo sperimentale con ala freccia e motore radiale Pratt & Withney R-985 da 450 cavalli vapore britannici (340 kW).
Il rifiuto della proposta della Grumman da parte della U.S. Navy privò la ditta americana della possibilità di acquisire un'ampia serie di dati sperimentali sulle ali a freccia, e questo fu il motivo principale per il quale la stessa ditta persuase l'U.S. Navy a posporre il lavoro sulla versione a freccia del prototipo del Panther
La Grumman, intanto avviava autonomamente lo studio preliminare per un aereo con ala a geometria variabile designato Design 83, che avrebbe poi dato origine al Grumman F10F Jaguar rimasto allo stadio di prototipo.
L'apparizione del MiG-15 nel novembre 1950 sui cieli coreani, rese improvvisamente superati gli F9F Panther e gli F2H Banshee della marina statunitense impegnati nella guerra di Corea e convinse l'U.S. Navy ad intervenire presso la Grumman per dare la massima priorità allo sviluppo della versione a freccia del Panther . Il 2 marzo 1951, dopo la firma del contratto, la Grumman diede il via al Design 93, prelevando direttamente dalla linea di produzione tre cellule di F9F-5 destinate a diventate i prototipi del Cougar.
Il Design 93 manteneva del Panther F9F-5 la fusoliera, l'apparato propulsore, i piani di coda verticali ed il carrello d'atterraggio. La parte superiore del timone di direzione fu convertita in uno smorzatore d'imbardata (yaw damper) per attenuare le oscillazioni d'imbardata e rollio causate dall'ala a freccia
L'ala presentava una freccia di 35° ed anche gli impennaggi orizzontali erano a freccia. Per ridurre la velocità di avvicinamento e di stallo a valori accettabili, l'ala era dotata d'ipersostentatori sul bordo d'attacco (slat) e d'uscita (flap), che si prolungavano fin sotto la fusoliera. Quest'ultima fu allungata di 2 piedi (610 mm) per contenere un serbatoio di carburante e compensare la perdita dei serbatoi d'estremità. La capacità di carburante rimase comunque leggermente inferiore a quella del Panther, attestandosi su 919 galloni americani (3 480 l) rispetto ai 1 003 galloni americani (3 800 l) del Panther. Fu aggiunto un secondo freno aerodinamico.
Nonostante si trattasse di un velivolo completamente nuovo, l'U.S. Navy decise di mantenere lo stesso ordine di sequenza del Panther. Pertanto la versione  a freccia  fu designata F9F-6, attribuendogli comunque un nuovo nickname, Cougar sulla scia della tradizione di denominare i velivoli della Grumman con nomi di felini.
Dei tre prototipi, due (numeri di serie 126670 e 126672) furono utilizzati per le prove di volo, mentre il terzo (numero di serie 126671) per le prove statiche.
Sotto l'incalzare delle esigenze belliche, i lavori procedettero rapidamente ed il primo prototipo XF9F-6 (126670) fu pronto per il decollo solo sei mesi dopo l'avvio del contratto, pilotato dal collaudatore Fred C. Rowley il 20 settembre 1951. Munito di un turbogetto Pratt & Whitney J48-P-6 con una spinta di 6 250 libbre forza (27,8 kN) al decollo e 7 000 libbre forza (31 kN) con iniezione di acqua, il prototipo XF9F-6 presentò, durante le prove in volo, fenomeni di inversione dei comandi a velocità prossime a quelle del suono e un cattivo comportamento lungo gli assi longitudinali e laterali.
Furono introdotte varie migliorie, quali piani orizzontali completamente mobili (stabilatori), deflettori sulla superficie superiore dell'ala e paretine antiscorrimento allo scopo di ridurre gli effetti negativi dovuti al movimento del flusso d'aria dalla radice all'estremità dell'ala stessa.
Sorprendentemente, il prototipo dell'F9F-6 possedeva migliori comportamenti alle basse velocità del predecessore, mentre il Numero di Mach critico era incrementato da 0,79 a 0,85 al livello e mare e fino a 0,895 a 7 000 piedi (2 100 m). Il prototipo di serie 126670 fu rimotorizzato con un turbogetto J48-P-8 da 7000 libbre forza (31 kN) di spinta senza la necessità di iniezione d'acqua.
Durante il servizio operativo, gli F9F-6 furono spesso dotati di un radiogoniometro AN/ARA UHF, la cui antenna era contenuta in un piccolo radome sotto il muso. Sempre sul muso era installata una sonda per il rifornimento in volo.

### F9F-6
Il primo reparto a ricevere gli F9F-6 nel novembre 1952, fu il VF-32 che fu imbarcato a bordo della USS Tarawa un anno dopo, troppo tardi per partecipare alla guerra di Corea.
I primi trenta Cougar di produzione ebbero lo stesso motore del Panther, il J42-P-6, mentre sui successivi fu installato il J48-P-8 .
Sessanta F9F-6 furono modificati dalla Grumman con l'installazione di fotocamere nel muso rimuovendo l'armamento, tra il giugno 1954 e il marzo 1955, ricevendo la designazione di F9F-6P. La fusoliera fu allungata da 41 piedi 5 pollici (12,62 m) a 42 piedi 7⁄8 pollice (12,824 m).
Fornito in dotazione a venti reparti dell'U.S. Navy, l'F9F-6 fu ritirato dal servizio attivo a partire dal 1956, quando l'ultimo reparto ad averlo in dotazione, l'VF-142, iniziò la transizione sulla versione F9F-8. Al termine del servizio attivo numerosi F9F-6 furono modificati in controllo droni F9F-6D o in droni F9F-6K.
Nel 1962 l'F9F-6 fu designato F-9F, mentre gli F9F-6D e gli F9F-6K, diventarono rispettivamente DF-9F e QF-9F. La versione da ricognizione F9F-6P ebbe la nuova identificazione RF-9F.

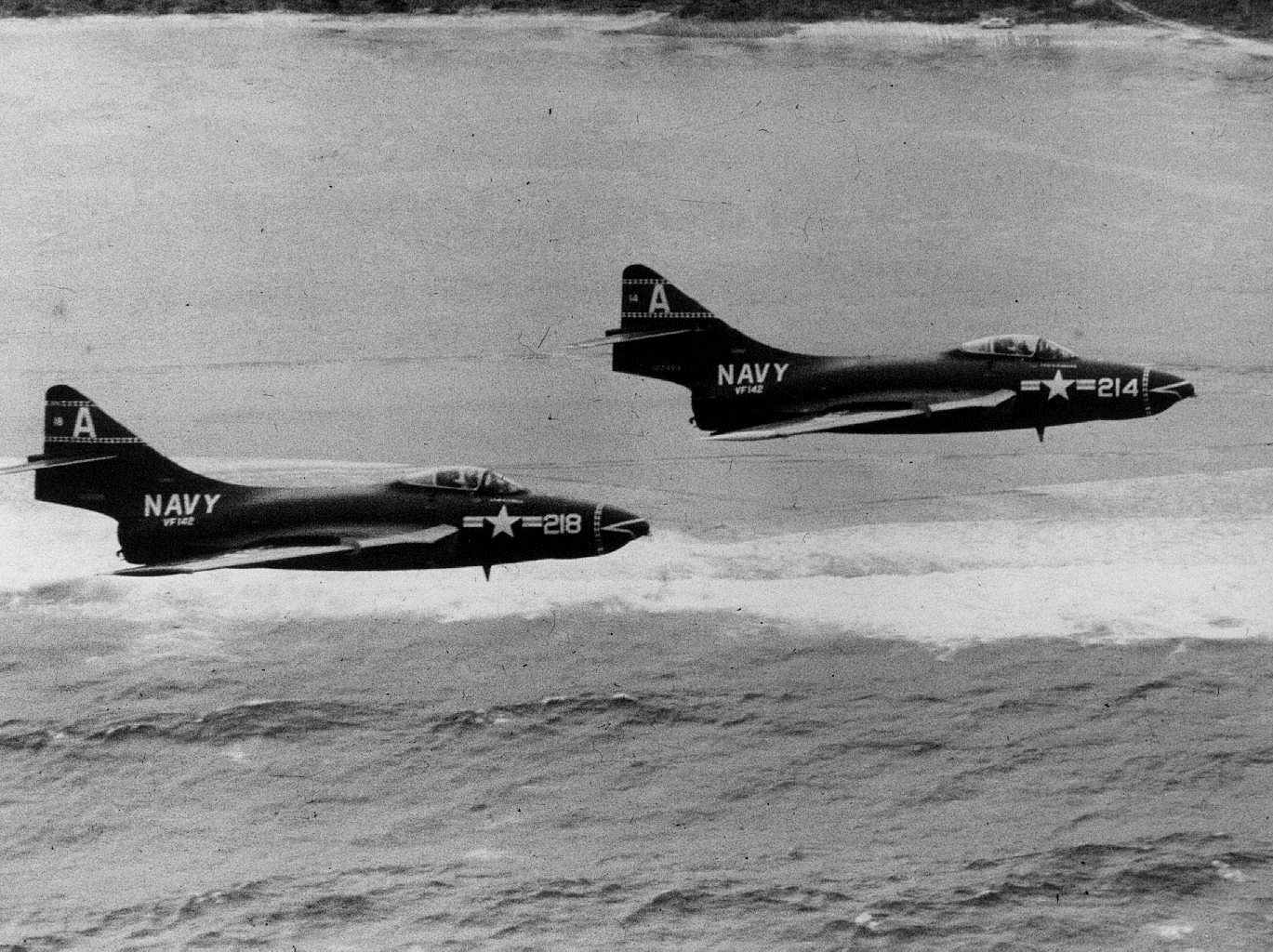
F9F-6 Cougar del VF 142 a bassa quota sulla costa di Guam

### F9F-7
La versione F9F-7 era identica alla F9F-6 ad eccezione dell'apparato propulsore costituito da un turbogetto Allison J33-A-16 in sostituzione del Pratt & Whitney J48.
Il contratto prevedeva la fornitura di centosessantotto F9F-7, ma a causa della minor spinta disponibile e della scarsa affidabilità del turbogetto Allison rispetto al Pratt & Whitney, sugli ultimi cinquanta esemplari della serie fu installato l'originale Pratt & Whitney.
Tale modifica fu estesa anche alla maggior parte degli altri esemplari già in servizio.
Come con l'F9F-6, numerosi F9F-7 furono dotati dell'antenna per il radiofaro direzionale UHF posizionata sotto il muso dell'aeromobile.
Nel 1962, a seguito della nuova designazione introdotta con il Tri-Service aircraft designation system, all'F9F-7 venne attribuita la designazione F-9H.

#### Gli esperimenti con il ponte flessibile (Flexible deck)
Il progetto del ponte flessibile era ispirato dall'esigenza di aumentare l'autonomia dei caccia a reazione imbarcati sulle portaerei, eliminando il carrello d'atterraggio e il relativo meccanismo di movimentazione, consentendo l'installazione di serbatoi aggiuntivi di carburante al posto del carrello stesso. Il velivolo era pertanto obbligato ad appontare su una superficie morbida (flexdeck) appositamente attrezzata sul ponte della portaerei.
L'U.S. Navy, al corrente degli esperimenti effettuati dalla Royal Navy, iniziò un programma di valutazione tecnica sull'uso dei ponti flessibili e nel 1954, due F9F-7 (numeri di serie 130862 e 130863) furono appositamente modificati per partecipare al progetto noto come Design 9A.
Le prove, effettuate il 18 febbraio 1955 utilizzando una piattaforma flessibile lunga 170 m e larga 24 m sistemata all'interno della base del Naval Air Test Center di Patuxent River, nel Maryland, ebbero esito soddisfacente. Nel marzo del 1956, l'U.S. Navy decise comunque di abbandonare ogni futuro sviluppo del progetto anche in considerazione delle difficoltà economiche e logistiche che avrebbe comportato l'adozione generalizzata di questo sistema.

### F9F-8/F-9J
L'F9F-8 fu l'ultima versione del Cougar ad essere prodotta. La Grumman iniziò a lavorare sulla nuova versione conosciuta come Design 99, nell'aprile 1953, con lo scopo di ridurre la velocità di stallo, migliorare il comportamento del velivolo agli alti angoli di attacco e aumentare il raggio di azione rispetto al precedente F9F-6.
La fusoliera fu allungata di 8 pollici (0,20 m) e l'ala fu ridisegnata. Nella zona esterna alle paretine antiscorrimento, gli ipersostentatori sul bordo d'attacco furono rimossi e, in corrispondenza, il bordo d'attacco esteso e caratterizzato da una maggior curvatura, con la creazione di una discontinuità a zig-zag appuntita nota come dente di sega o Dogtooth extension in lingua inglese.
Anche il bordo d'uscita fu esteso ulteriormente. L'incremento della corda risultante portò ad un aumento della superficie alare da 300 piedi quadri (28 m²) a 337 piedi quadri (31,3 m²) con una conseguente riduzione percentuale della sezione trasversale dell'ala, che favorì di ritardare il manifestarsi dei fenomeni di compressibilità alle alte velocità. La capacità di carburante interna fu incrementata utilizzando gli spazi resisi disponibili con la maggior superficie alare e l'allungamento della fusoliera, passando da 900 galloni americani (3 400 l) a 1 068 galloni americani (4 040 l). Altre migliorie furono costituite dalla presenza di una sonda fissa per il rifornimento in volo e rinforzi al tettuccio. Nel corso della produzione fu introdotta la realizzazione di una feritoia per l'aspirazione dello strato limite tra presa d'aria e fusoliera. Il turbogetto utilizzato fu il J48-P-8A o P-8C da 7 250 libbre forza (32,2 kN).
Sugli ultimi esemplari di produzione e in parte anche sui primi esemplari di F9F-8, fu introdotta la possibilità di trasportare da due a quattro missili aria-aria a guida infrarossa Sidewinder.
Numerosi F9F-8 furono convertiti in cacciabombardieri con capacità nucleare F9F-8B, adottando il sistema di lancio LABS (Low-Altitude Bombing System) e strumentazione elettronica addizionale, anche se la maggior parte degli F9F-8B in servizio furono utilizzati come cacciabombardieri convenzionali provvisti di sei piloni sotto ogni semiala.
Il primo volo dell'F9F-8 avvenne il 18 gennaio 1954 ed il primo reparto a ricevere gli F9F-8 fu il VF-132 di base alla NAS di Cecil Field, Florida. In totale gli F9F-8/8B equipaggiarono più di trentatré reparti dell'U.S. Navy.
La produzione complessiva fu di seicentouno esemplari consegnati alla U.S. Navy tra l'aprile del 1954 e il marzo del 1957.
Nel 1962 gli F9F-8 assunsero la designazione di F-9J, gli F9F-8B di AF-9J, mentre quando usati come addestratori avanzati di FAF-9J.

### F9F-8P/RF-9J Fotoricognitore
La versione da fotoricognizione dell'F9F-8 Cougar fu la F9F-8P.
Differiva sostanzialmente dalla versione da caccia per il muso allungato destinato a racchiudere gli apparati fotografici, costituiti da 14 macchine fotografiche disposte anteriormente, lateralmente e verticalmente rispetto all'asse del velivolo. Le macchine fotografiche erano facilmente accessibili tramite ampi portelli laterali ed erano in grado di acquisire le immagini di un'estensione di terreno larga 10 miglia (16 km) per più di cinque ore.
La versione da fotoricognizione del Cougar manteneva la sonda per il rifornimento. Il primo F9F-8P volò il 18 febbraio 1955 e ne furono costruiti, incluso il prototipo, centodieci esemplari tra l'agosto del 1955 ed il luglio 1957.
l'F9F-8P restò in servizio operativo fino al febbraio del 1960 con il VFP-62, venendo progressivamente sostituito dalle versioni da ricognizione fotografica del Vought F-8 Crusader e del North American A-5 Vigilante. Nel 1962 la sua designazione cambiò in RF-9J.

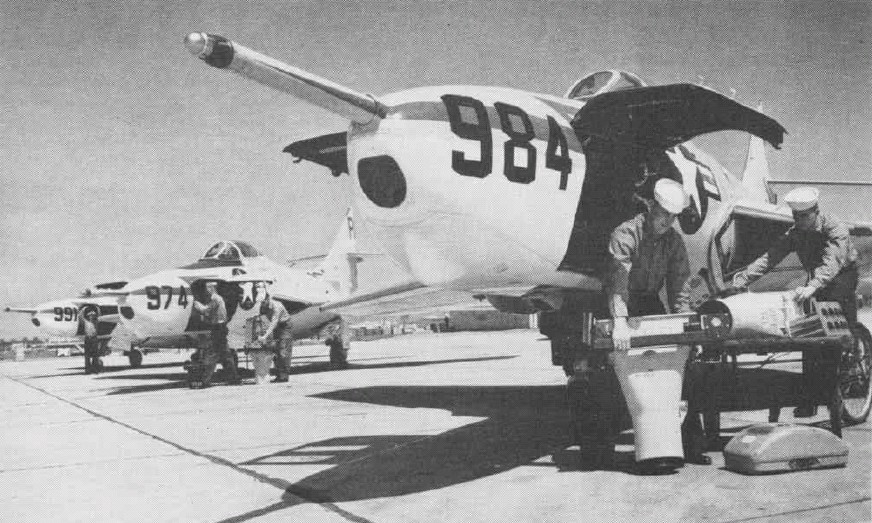
Installazione delle fotocamere su un F9F-8P

### F9F-8T/TF-9J biposto da addestramento
Lo studio per una versione biposto dell'F9F-8 nacque come iniziativa privata della Grumman (Design 105) a partire dal novembre del 1953.
La costruzione del prototipo da parte del BuAer venne autorizzata solo quando l'interesse della U.S. Navy per il Lockheed T2V-1 SeaStar come aereo da addestramento cominciò a scemare per i problemi che quest'ultimo incontrava nel suo sviluppo.
Il prototipo della versione biposto fu realizzato a partire da una cellula dell'F9F-8 serie 141667. La fusoliera fu allungata di 34 pollici (0,86 m) portando la lunghezza totale a 44 piedi 4,25 pollici (13,52 m) e 48 piedi 8,75 pollici (14,85 m) con la sonda di rifornimento in volo. La struttura della fusoliera fu irrobustita per sopportare lo stress dovuto ai ripetuti appontaggi e arresti durante l'addestramento.
Il primo volo del prototipo YF9F-8T avvenne il 29 febbraio 1956, pilotato da Bob Cochran. La produzione dell'F9F-8T fu di trecentonovantanove esemplari prodotti tra il luglio 1956 e il febbraio 1960, entrando in servizio con il Naval Air Training Command nel 1957, equipaggiando cinque Squadron e restando in servizio per ben diciassette anni. L'ultimo reparto ad utilizzare il TF-9J fu il VT-4 che lo ebbe in carico fino al 1974.
In questo lungo periodo di servizio, l'F9F-8T addestrò gran parte dei piloti navali che presero parte alla guerra del Vietnam.
Nel 1955 la Grumman propose alla U.S. Navy una versione da caccia notturna derivata dall'F9F-8T con radar AN/APQ-50 e armamento solo missilistico costituito da missili Sparrow e Sidewinder. Le prestazioni considerate insufficienti decretarono la fine del programma. Ancor minor fortuna ebbe la proposta della Grumman per una versione con un turbogetto più potente, il Pratt & Witney J52 e avionica aggiornata. Anche quest'ultima proposta fu rifiutata dalla U.S. Navy che scelse come addestratore avanzato il Douglas TA-4F, versione biposto del Douglas A-4 Skyhawk. Nel 1962 l'F9F-8T ebbe la nuova designazione di TF-9J.

## Tecnica
La descrizione tecnica si riferisce alla versione F9F-8

### Cellula
L'F9F-8 Cougar era un caccia imbarcato, monoreattore, monoposto, ad ala media, con impennaggi cruciformi, carrello triciclo anteriore retrattile e prese d'aria sui fianchi della fusoliera, in corrispondenza delle radici del bordo d'attacco delle semiali.
L'ala, con semiali ripiegabili per favorire lo stivaggio negli hangar delle portaerei, su profili NACA 64A010 costanti lungo tutta l'apertura, priva di diedro, era dotata di una freccia di 35° misurata al 25% della corda e presentava in pianta una caratteristica forma, nella quale si distingueva l'ampio raccordo, di forma triangolare, tra la fine degli ipersostentatori e il lato della fusoliera. Questo incremento della corda alare in prossimità della radice dell'ala stessa, pur mantenendo un'accettabile spessore percentuale del profilo, realizzava comunque lo spazio sufficiente per l'installazione delle prese d'aria (dotate di paretina per la separazione dello strato limite) e dei condotti di adduzione dell'aria al turboreattore.
Il controllo di rollio era assicurato da spoiler azionati idraulicamente, sistemati anteriormente agli ipersostentatori sul bordo d'uscita. L'ala sinistra manteneva, all'estremità, una piccola aletta, chiamata wing trimmer con funzioni di compensazione del controllo di rollio. A differenza delle prime versioni, il bordo d'attacco dell'ala era privo di ipersostentatori anteriori (slat) ma nella zona esterna alle paretine antiscorrimento, aveva una maggiore estensione e curvatura, con la creazione di una discontinuità a zig-zag appuntita nota come dente di sega o Dogtooth extension secondo la terminologia anglosassone. Sia le paretine antiscorrimento che il dente di sega avevano lo scopo di evitare per quanto possibile lo stallo prematuro alle estremità alari e il conseguente fenomeno del pitch-up tipico dei velivoli con ala a freccia, mentre l'incremento di corda ottenuto, diminuendo lo spessore relativo del profilo ritardava l'insorgere dei fenomeni di compressibilità (Numero di Mach critico). Inoltre l'aumento del 12 percento della superficie alare, ne incrementava le capacità di portanza.
La fusoliera a sezione circolare era in tre elementi principali: la parte anteriore, con le installazioni d'armamento (cannoni e munizioni), le apparecchiature radio ed elettroniche di controllo del tiro e l'antenna UHF. Il muso era completamente rimovibile per facilitare le attività di manutenzione e riarmo.
La parte centrale, con l'abitacolo dotato di un tettuccio scorrevole all'indietro e di parabrezza corazzato, alloggiava il serbatoio di carburante da 847 galloni americani (3 210 l) suddiviso in due elementi, i condotti di alimentazione dell'aria ed il turboreattore.
La parte finale della fusoliera supportava gli impennaggi, anch'essi a freccia, con il piano verticale che si prolungava oltre il cono di scarico del propulsore e stabilizzatore completamente mobile (flyng tail o stabilatore) azionato idraulicamente e dotato di alette di compensazione.
Aerofreni aerodinamici forati erano disposti nella parte inferiore della fusoliera, all'altezza dell'abitacolo.

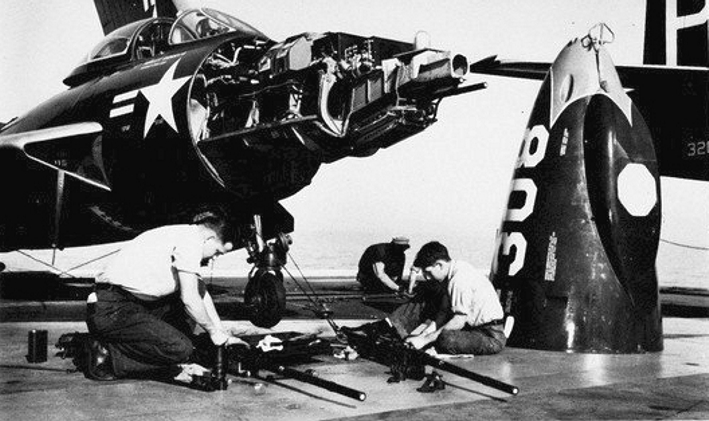
F9F-6 del VF-103 in manutenzione sulla USS Coral Sea (CVA-43) nel 1954. Si noti la completa accessibilità al vano armi

### Motore
L'apparato propulsivo del Cougar, nella versione F9F-8, era costituito da un turboreattore Pratt & Withney J48-P-8A.
Versione su licenza del Rolls Royce Tay, il J48 fu prodotto in 4 108 esemplari tra il 1949 e il 1959; era, in quel periodo, il più potente propulsore disponibile sul meacato statunitense.
Largo 50,5 pollici (1,28 m) e con un peso di 2 080 libbre (940 kg) (940 kg) a secco, il J48-P-8A era dotato di un compressore centrifugo monostadio a doppia faccia, dotato di nove camere di combustione e di una turbina monostadio e sviluppava una spinta di 7 250 libbre forza (32,2 kN) al decollo e di 8 500 libbre forza (38 kN) con iniezione d'acqua.

### Sistemi e impianti
I serbatoi di combustibile erano ricavati nell'ala, per una capacità di 78 galloni americani (300 l) per semiala, per un totale di 156 galloni americani (590 l) più 30 galloni americani (110 l) per semiala ricavati nello spazio reso disponibile dall'eliminazione degli slat (60 galloni americani (230 l) in totale) e nella fusoliera, posteriormente all'abitacolo, per un totale di 847 galloni americani (3 210 l). La capacità totale di carburante era quindi 1 063 galloni americani (4 020 l), suscettibile di ulteriore incremento con l'uso di due serbatoi supplementari subalari da 150 galloni americani (570 l).
L'abitacolo, riscaldato e pressurizzato, era dotato di parabrezza blindato e sedile eiettabile. I dispositivi elettronici e di navigazione erano costituiti da una radar tipo AN/APG-30A cui era associato un collimatore AFCS Mk. 6 Mod. 3.
La versione F9F-8B con capacità di trasporto e lancio di una bomba nucleare, era dotata del sistema di lancio LABS (Low-Altitude Bombing System) Aero 18C. Completavano la dotazione elettronica radiogoniometro (Direction Finder) UHF AN/ARA-25, la cui antenna era contenuta nel piccolo radome sotto il muso del velivolo, un IFF e altri sistemi di comunicazione UHF e di navigazione quali un radiogoniometro LF o in alternativa un dispositivo TACAN.

### Sistemi d'arma
L'armamento principale era costituito da quattro cannoni calibro 20 mm tipo M.3 (produzione su licenza dello Hispano-Suiza HS.404), disposti sul muso, con una dotazione di colpi per arma pari a centonovanta colpi.
L'F9F-8 Cougar disponeva di sei piloni subalari (tre per semiala) di cui i più interni del tipo Aero 65A idonei al trasporto di serbatoi ausiliari da 150 galloni americani (570 l) o bombe General Purpose (GP) da 1 000 libbre (450 kg), mentre sui piloni più esterni tipo Aero 15A potevano essere installate bombe da 500 libbre (230 kg) o razzi non guidati aria terra da 5 pollici (130 mm), per un totale di 4 000 libbre (1 800 kg) di carico bellico. Per missioni CAP (Combat Air Patrol) e di difesa della flotta, L'F9F-8 poteva trasportare fino a quattro missili aria-aria a guida infrarossa Sidewindwer. Gli F9F-8B erano inoltre predisposti per il lancio di una bomba nucleare tattica MK-7 (Thor) da 1 125 libbre (510 kg).

## Impiego operativo

### Stati Uniti d'America
Il primo Cougar entrò in servizio nel novembre 1952 con lo squadron VF-32, imbarcato sulla portaerei USS Tarawa (CV-40) riequipaggiando in breve venti reparti della U.S. Navy.
Nonostante fosse entrato in servizio troppo tardi per partecipare alla guerra di Corea, il Cougar fu il caccia più numeroso tra quelli in servizio con la Marina statunitense nella metà degli anni cinquanta, partecipando a numerosi dispiegamenti nel Pacifico, Atlantico e Mediterraneo.
Il 1º aprile 1954 l'F9F-6 Cougar diede una chiara dimostrazione delle proprie caratteristiche di velocità e autonomia. Tre velivoli appartenenti allo squadron VF-21 equipaggiati con una sonda per il rifornimento in volo, completarono un trasferimento Coast to Coast di 2 438 miglia (3 924 km) dalla Naval Air Station di San Diego, California (ora Naval Air Station North Island), alla Naval Air Station di Floyd Bennet, New York, in meno di quattro ore, alla media di 973 km/h. Durante il volo, i tre velivoli furono riforniti da un North American AJ Savage sulla verticale della NAS Hutchinson, Kansas .
Il Cougar ebbe una vita operativa relativamente breve, reso tecnicamente obsoleto dai nuovi caccia imbarcati supersonici che entrarono in servizio alla fine degli anni cinquanta, venendo rimpiazzato nel ruolo di caccia e ricognitore dal Vought F-8 Crusader e come aereo da attacco al suolo dal Douglas A-4 Skyhawk.
Tra il 1958 e il 1959 gli F9F-8 e gli F9F-8B furono ritirati dal servizio attivo, anche se alcuni F9F-8P del VFP-62 rimasero in servizio fino agli inizi del 1960.
Distribuiti ai reparti della riserva, i Cougar furono utilizzati fino alla metà degli anni sessanta, servendo anche come droni e guida droni.
La pattuglia acrobatica dei Blue Angels utilizzò gli F9F-8 dal 1954 al 1957 convertendosi successivamente sul Grumman F11F Tiger. Il team utilizzò ancora un F9F-8T (serie 142470 e successivamente 147404) durante il periodo di conversione sul McDonnell Douglas F-4 Phantom II nel 1969, che fu utilizzato per voli VIP, riprese aeree o addestramento.
L'F9F Cougar fu utilizzato come addestratore avanzato con i reparti VT-21, VT-22, VT-24 e VT-25 sia nelle versioni biposto TF-9J che monoposto TAF-9J.
Il corpo dei Marine utilizzò il Cougar solo nei reparti della riserva; gli F9F-6P servirono con i reparti VMJ-2 preso la Marine Corps Air Station (MCAS) Cherry Point, North Carolina e gli F9F-8P con i reparti VMCJ-3 di stanza alla MCAS El Toro, California.
Sul finire degli anni cinquanta sia gli F9F-8 che gli F9F-8B volarono con le insegne del Corpo dei Marines con i reparti VMCJ-2, VMF-311, VMA-533 e VMFT-10.
il VMIT-10 utilizzò gli F9F-8T come addestratore strumentale mentre gli Headquarters and Maintenance Squadrons (H&MS-11, -13, -15, e -37) impiegarono gli F9F-T in un'ampia varietà di servizi.
Dal 1962 questi aerei sono usati dai VFA-127.
L'unica esperienza in combattimento con il Cougar avvenne nei primi anni della guerra del Vietnam nel 1966-67, quando quattro TF-9J dello H&MS-13 stanziati sulla Da Nang Air Base, nel Vietnam del Sud, furono utilizzati nel ruolo di controllo aereo avanzato (Forward Air Control) e scorta elicotteri durante le missioni di supporto aereo ravvicinato contro postazioni viet cong.

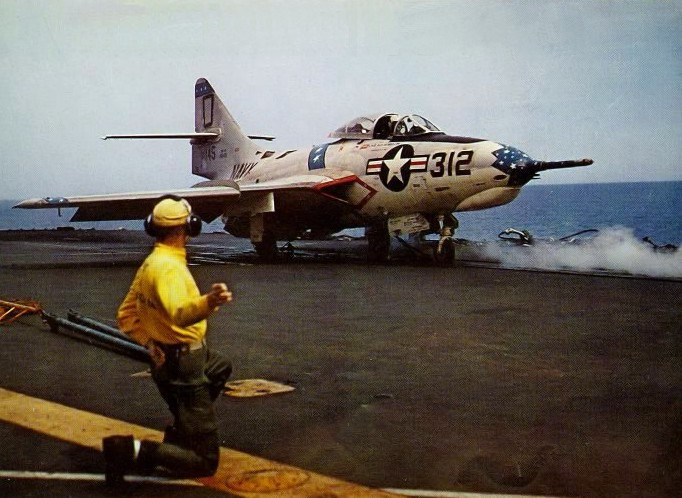
F9F-8 Cougar VA-76 USS Forrestal, 1957

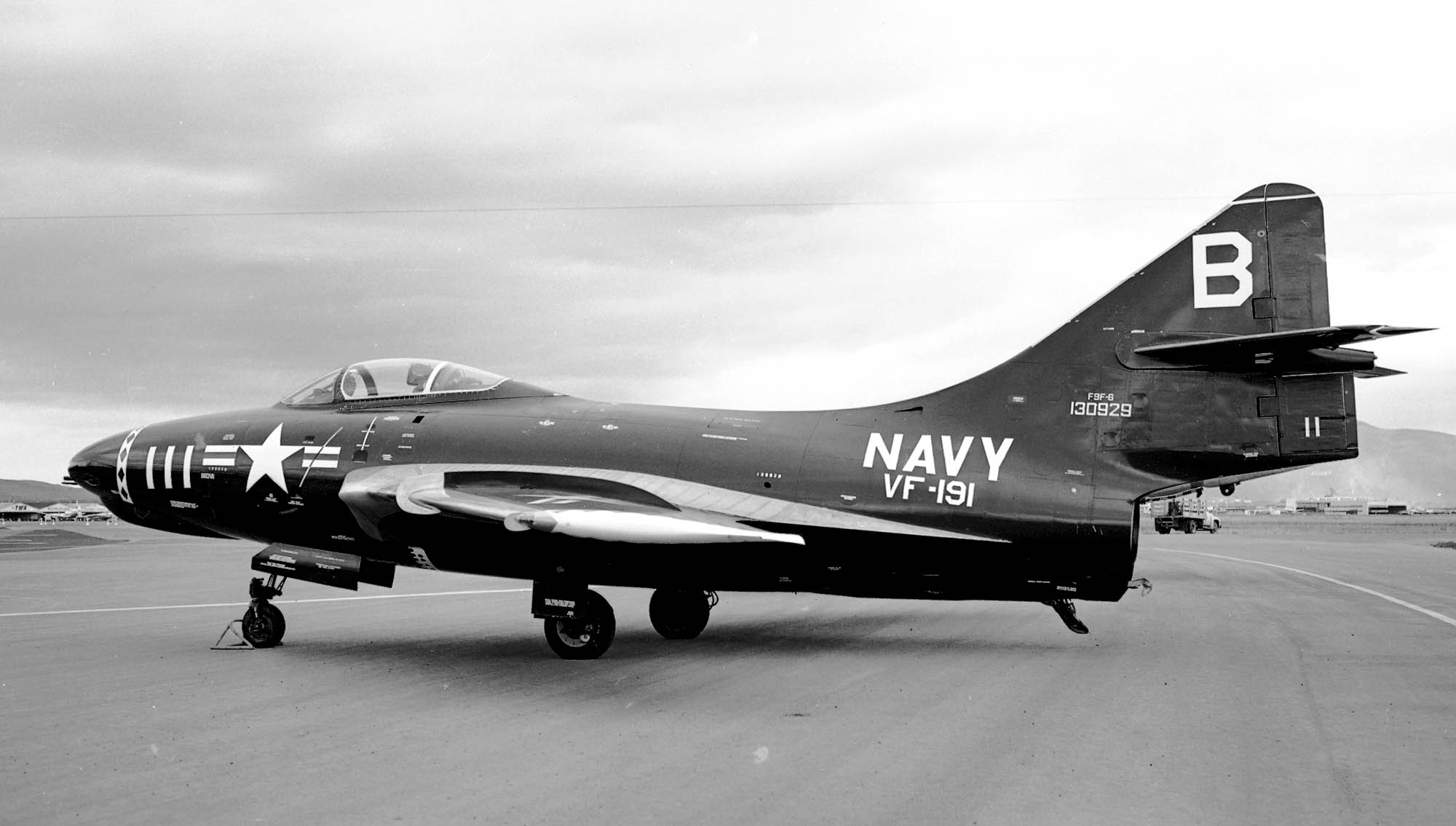
Grumman F9F-6 VF-191

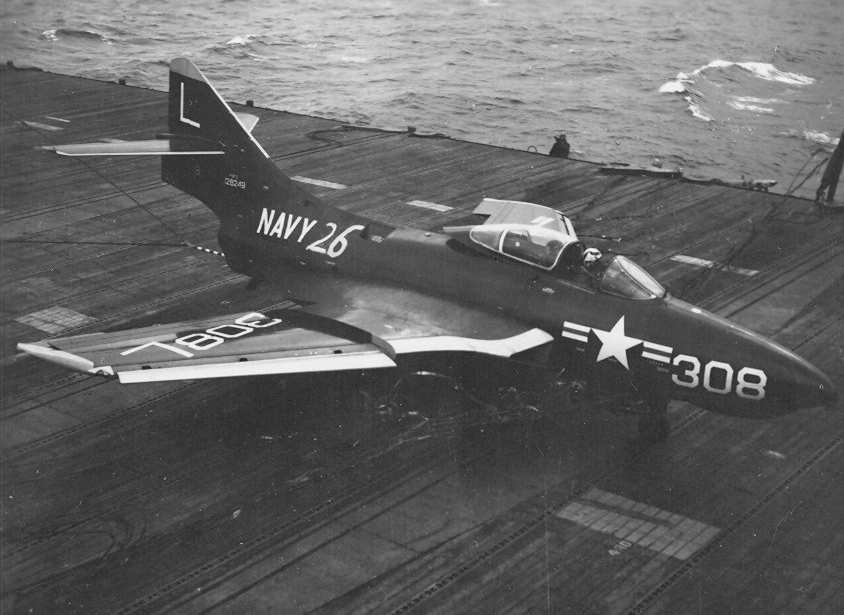
F9F-6 VF-73 imbarcato sulla USS Hornet, 1955

### Altri Paesi
Argentina
L'unico utilizzatore estero del Cougar fu il Servicio de Aviación Naval, che già utilizzava gli F9F-2 Panther.
L'Argentina ottenne due esemplari di F9F-8T ex U.S. Navy nel 1962. Gli esemplari (numeri di serie 0516 e 0517) furono assegnati alla Escuadrilla Aeronaval de Ataque, 3ª Escuadra Aeronaval, e operarono dalla base aerea navale Comandante Espora. Furono ritirati dal servizio nel 1971.

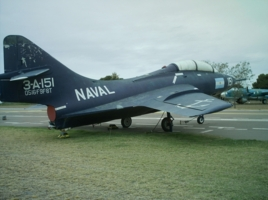
Uno dei Grumman F9F-8T ex-U.S. Navy del Servicio de Aviación Naval esposto al Naval Aviation Museum di Bahia Blanca, Argentina

## Versioni
| Designazione Grumman | Designazione U.S. Navy pre-1962 | Quantità prodotta | Designazione U.S. Navy post-settembre 1962 |
| -------------------- | ------------------------------- | ----------------- | ------------------------------------------ |
| G-93                 | XF9F-6                          | 3                 |                                            |
| G-93                 | F9F-6                           | 646               | F-9F                                       |
| G-93                 | F9F-6P                          | 60                |                                            |
| G-93                 | F9F-7                           | 168               | F-9H                                       |
| G-99                 | F9F-8                           | 601               | F-9J, QF-9J                                |
| G-105                | F9F-8P                          | 110               | RF-9J                                      |
| G-105                | YF9F-8T                         | 1                 | YTF-9J                                     |
| G-105                | F9F-8T                          | 399               | TF-9J                                      |

## Utilizzatori
Argentina
- Aviación Naval

 Stati Uniti
- United States Marine Corps
- United States Navy

## Esemplari attualmente esistenti
Un esemplare di F9F-6 (Bureau Number 128109) e un esemplare di F9F-8 (Bureau Number 131230) sono conservati nel National Naval Aviation Museum presso la Naval Air Station di Pensacola in Florida.

## Cultura di massa
Un F9F-8 Cougar (serie 131232) appare come gate guardian nel film Ufficiale e gentiluomo, posizionato all'ingresso dell'ex base militare di Fort Worden a Port Townsend, Washington che nel film è la location utilizzata per rappresentare la Scuola per gli aspiranti piloti della U.S. Navy
Gli F9F-8 della pattuglia acrobatica dei Blue Angels appaiono in volo nel primo episodio della seconda stagione della serie televisiva The Twilight Zone nota in Italia come Ai confini della realtà, dal titolo King Nine Will Not Return (Il Re Nove non tornerà).

### Annotazioni
1. ↑  prodotto in due esemplari dalla Bell, L-39-1 e L-39-2
2. ↑  Il MiG-15 era spinto dalla versione sovietica dello stesso Rolls-Royce Nene installato sul Panther, ma rispetto a quest'ultimo era più veloce di 100 miglia all'ora (160 km/h)
3. ↑  Puma in lingua inglese
4. ↑  Noto come pitch up o Sabre dance
5. ↑  Si pensi soltanto ai costi necessari per dotare di un ponte flessibile tutte le portaerei nonché alcuni aeroporti a terra

### Fonti
1. 1 2  Brad Elward, 2010, p. 112.
2. ↑  Phillips, William Hewitt. "Journey in Aeronautical Research: A Career at NASA Langley Research Center, Problems Encountered as a Result of Wartime Developments." Monographs in Aerospace History, Number 12, 1945, Chapter 6. accesso: 17 luglio 2017.
3. ↑  Leo Marriot,2008, p. 208.
4. ↑  Brad Elward, 2010,  p. 116.
5. ↑  Brad Elward, 2010, p. 113.
6. ↑  Corvin Meyer, 2005, p. 3.
7. 1 2  Brad Elward, 2010, p. 114.
8. ↑  Brad Elward, 2010, p. 115.
9. ↑  Brad Elward, 2010, p. 118.
10. ↑  Brad Elward, 2010, p. 128.
11. ↑  BElward p.135.
12. ↑  Brad Elward, 2010, p. 136.
13. 1 2 3  Brad Elward, 2010, p. 137.
14. ↑  BElward p.114.
15. ↑  Brad Elward, 2010, p. 116.
16. ↑  Brad Elward, 2010, p. 135.
17. ↑  An Officer and a Gentleman - The Internet Movie Plane Database
18. ↑  The Twilight Zone (1959 TV Series) - The Internet Movie Plane Database